# Orrefors (varumärke)
Orrefors är ett varumärke för klart kristallglas. Varumärkesägare är New Wave Group. 
Fram till sommaren 2013 tillverkades Orrefors-märkt glas i huvudsak vid Orrefors glasbruk i Orrefors, Nybro kommun. Efter brukets nedläggning tillverkas Orrefors glas i bland annat Turkiet och Tyskland.